# Fédération congolaise de boxe
Pour les articles homonymes, voir FCB.
La Fédération congolaise de boxe est l'instance gérant la boxe anglaise en République démocratique du Congo. Son siège est situé en commune de la Gombe à Kinshasa.
Le président actuel, depuis janvier 2018, est Ilunga Luyoyo Ferdinand, général de la police congolaise suspendu de ses fonctions par sa hiérarchie pour avoir tabassé un avocat à Lubumbashi en décembre 2019.